# ジェイアール東海パッセンジャーズ
株式会社ジェイアール東海パッセンジャーズ（ジェイアールとうかいパッセンジャーズ、英: JR-CENTRAL PASSENGERS Co., Ltd.）は、かつて存在した東海旅客鉄道（JR東海）の完全子会社（連結子会社）。

## 概要

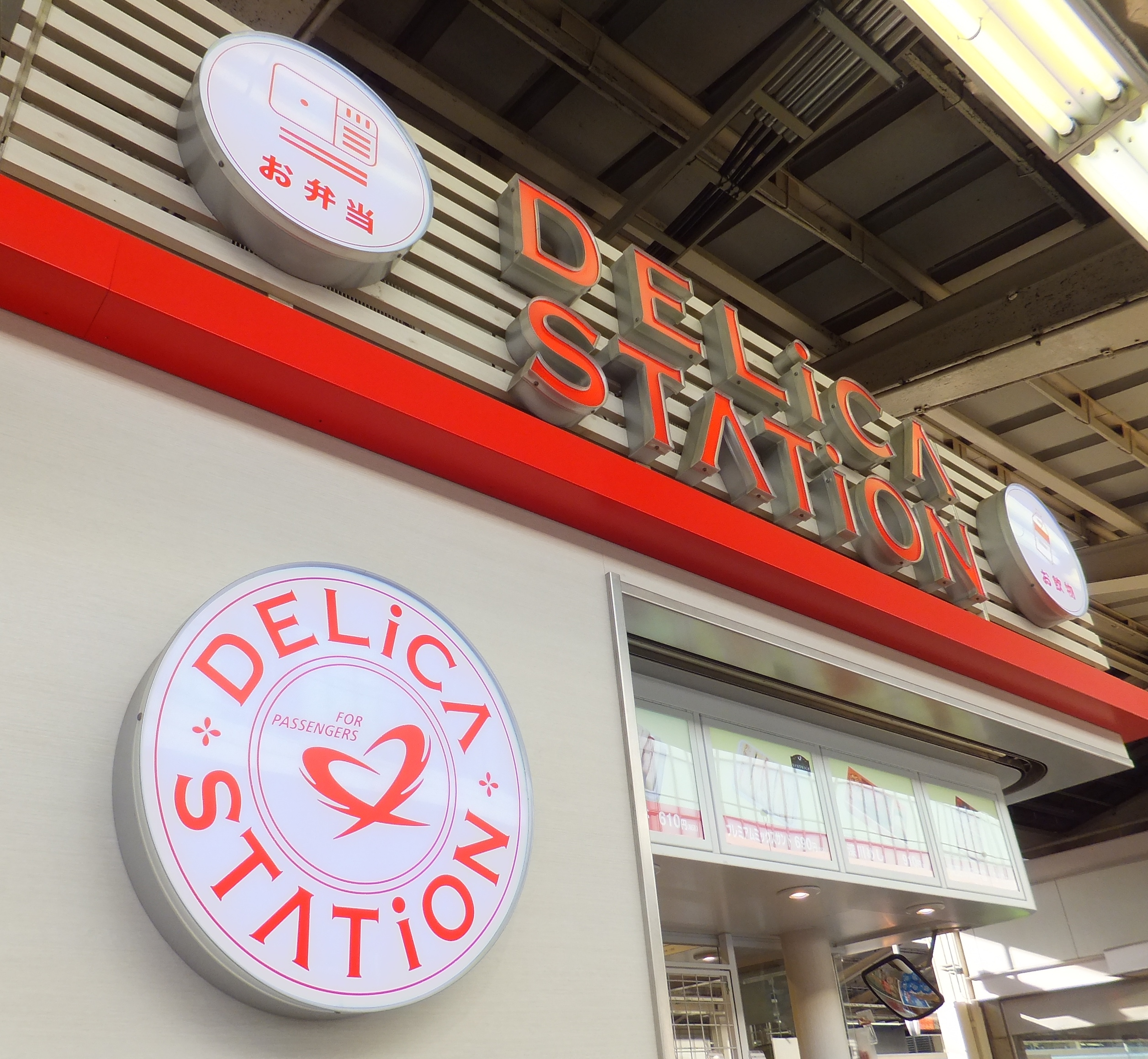
JRCPが運営するデリカステーション

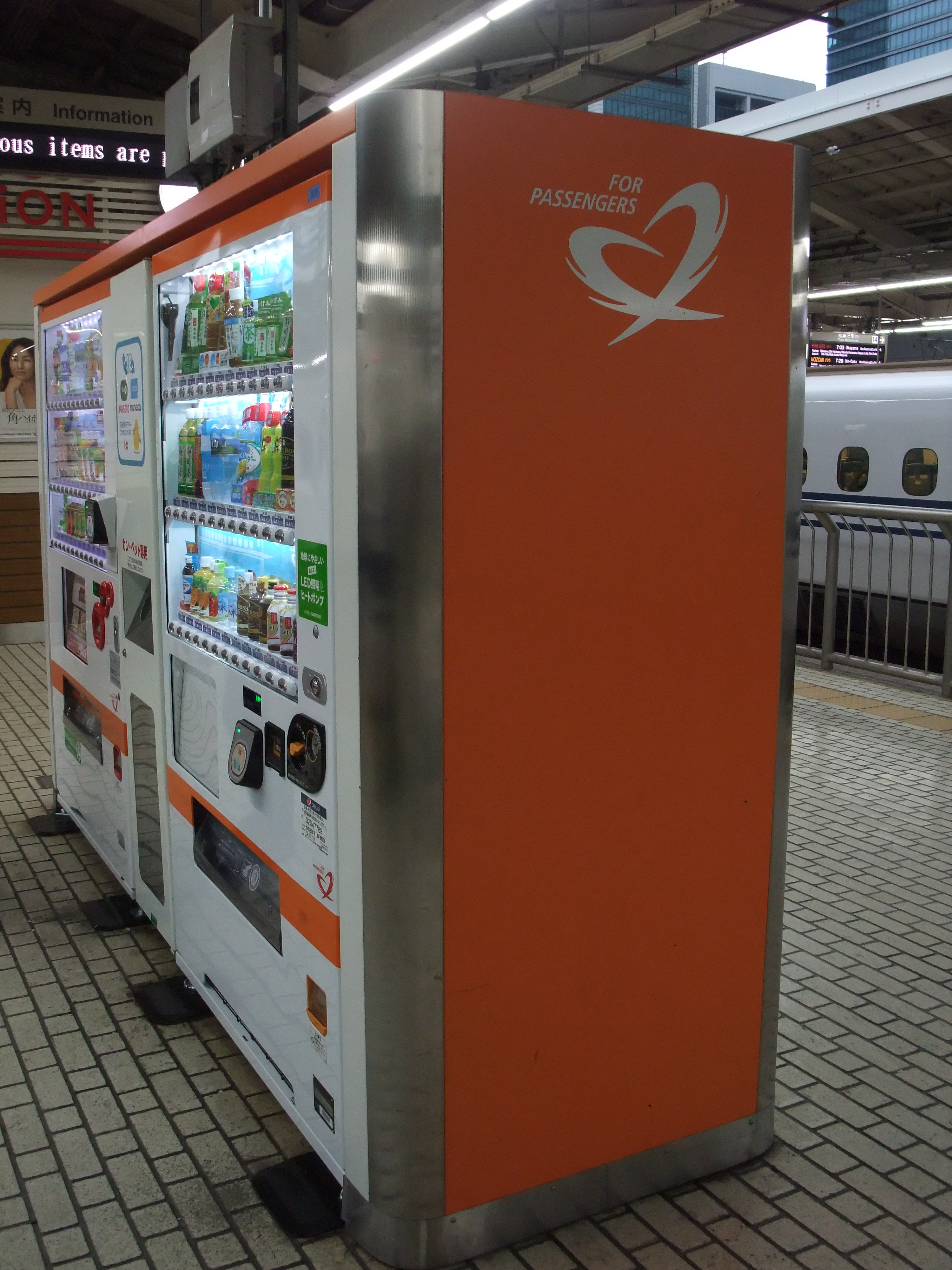
東海道新幹線ホームではほぼ寡占状態の自販機

前身は日本食堂株式会社で、1988年6月に分社化され株式会社ジェイダイナー東海が発足した。その後、2002年10月1日に、株式会社パッセンジャーズ・サービスと合併し、株式会社ジェイアール東海パッセンジャーズに商号変更した。
東海道新幹線「のぞみ」・「ひかり」に新幹線パーサーが乗務し、車内販売を行う。その他、新幹線車内や自社運営店舗「デリカステーション」で販売される駅弁や飲料の開発・製造・販売や東海エリア内のキヨスク売店や野球場（東京ドームやナゴヤドーム等）で販売される飲食品の開発・製造を行っていた。
2006年12月にはスターバックス コーヒー ジャパンとライセンス契約を締結し、東海道新幹線・在来線駅構内を中心にスターバックスの展開および運営を行っている。

## 沿革

### （旧）株式会社ジェイダイナー東海（JD）
- 1938年（昭和13年）5月 - 日本食堂株式会社設立。
- 1973年（昭和48年）9月 - 株式会社日本食堂調理所設立。
- 1988年（昭和63年）5月23日 - 日本食堂株式会社から分社化、株式会社ジェイダイナー東海設立[5]。
- 1989年（平成元年）
  - 2月10日 - カフェテリア列車営業開始[6]。
  - 3月23日 - 東海旅客鉄道（JR東海）の連結子会社となる（持株比率51%）[5]。
  - 4月 - 名古屋食堂株式会社を吸収合併。
- 1991年（平成3年）3月 - 中部厚生株式会社を完全子会社化。
- 1992年（平成4年）
  - 4月 - 株式会社日本食堂調理所を株式会社ジェイダイナー東海フーズに改称[7]。
  - 9月 - 300系「ひかり」で営業開始。
- 1993年（平成5年）
  - 2月 - 株式会社ジェイダイナー東海フーズを完全子会社化。
  - 3月 - 車内改札業務開始。
  - 4月1日 - 株式会社ビュフェとうきょう[8]を吸収合併[9]。
- 1994年（平成6年）2月 - 東海旅客鉄道（JR東海）の完全子会社となる。
- 1998年（平成10年）3月 - 500系「のぞみ」で営業開始。
- 1999年（平成11年）3月 - 700系「のぞみ」で営業開始。
- 2000年（平成12年）3月 - 100系の東京駅 - 博多駅間直通「ひかり」からの撤退に伴い、食堂車の営業を終了[10]。
- 2001年（平成13年）12月 - ジェイダイナー東京工場稼働開始。ジェイダイナー東海フーズが運営を行う。

### （旧）株式会社パッセンジャーズ・サービス（SPS）
- 1987年（昭和62年）9月18日 - 株式会社パッセンジャーズ・サービス設立[11]。
- 1988年（昭和63年）3月 - カフェテリア列車営業開始。新幹線パーサーの列車乗務開始[11]。
- 1991年（平成3年）
  - 3月 - 車内改札業務開始。
  - 5月 - 子会社として持株比率60%で株式会社トーイン設立。
  - 12月 - 名古屋工場営業開始。
- 1992年（平成4年）3月 - 300系「のぞみ」で営業開始。
- 1993年（平成5年）3月 - 東京工場・大阪工場営業開始。
- 1995年（平成7年）9月 - トーインへの増資を実施し、持株比率が80%となる。
- 1999年（平成11年）9月 - 700系「のぞみ」で営業開始。

### 株式会社ジェイアール東海パッセンジャーズ（JRCP）

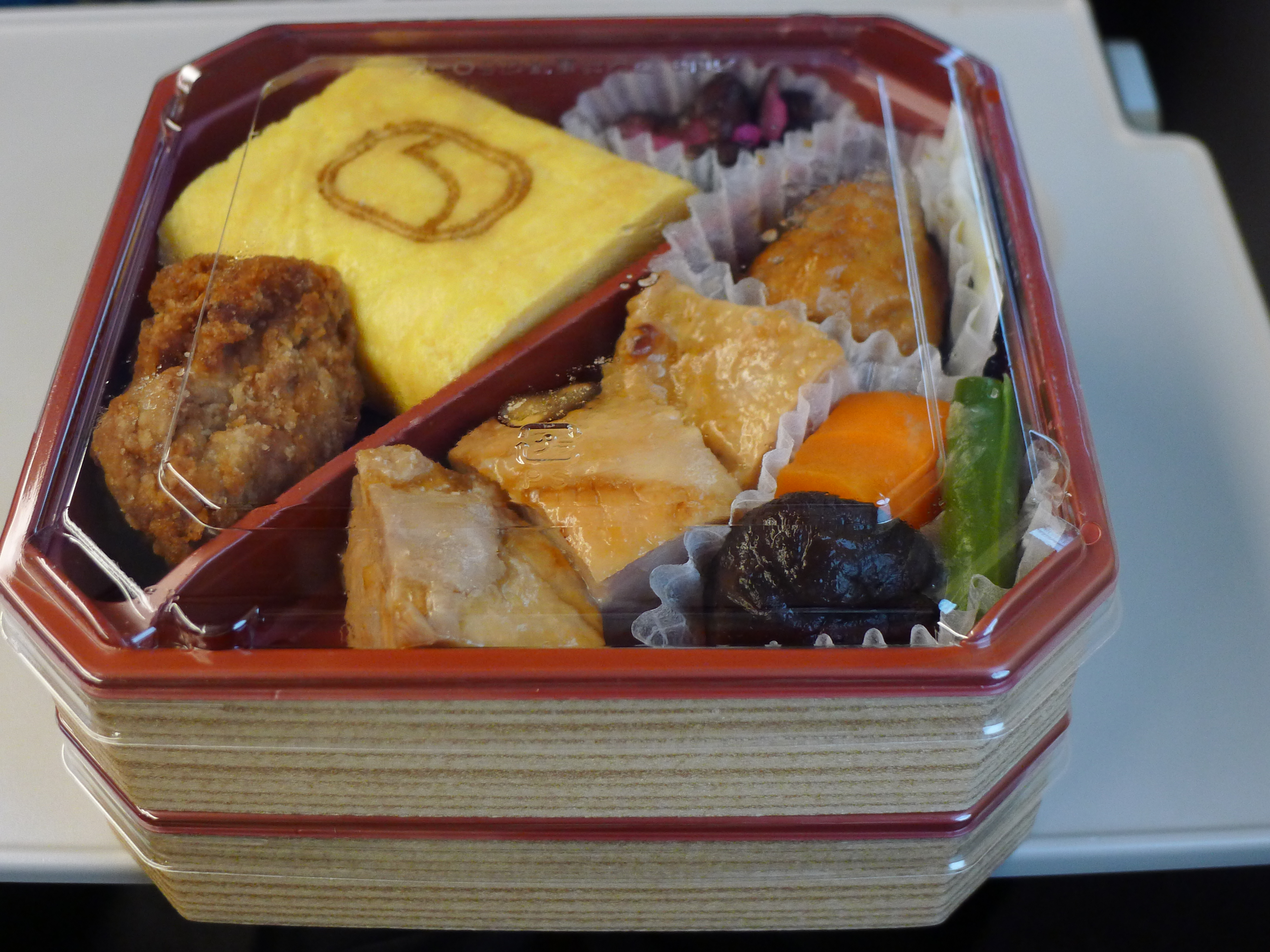
駅弁・車窓食堂の一例（卵焼きに「車窓から見た富士山」をJRのJに似せた焼き印）

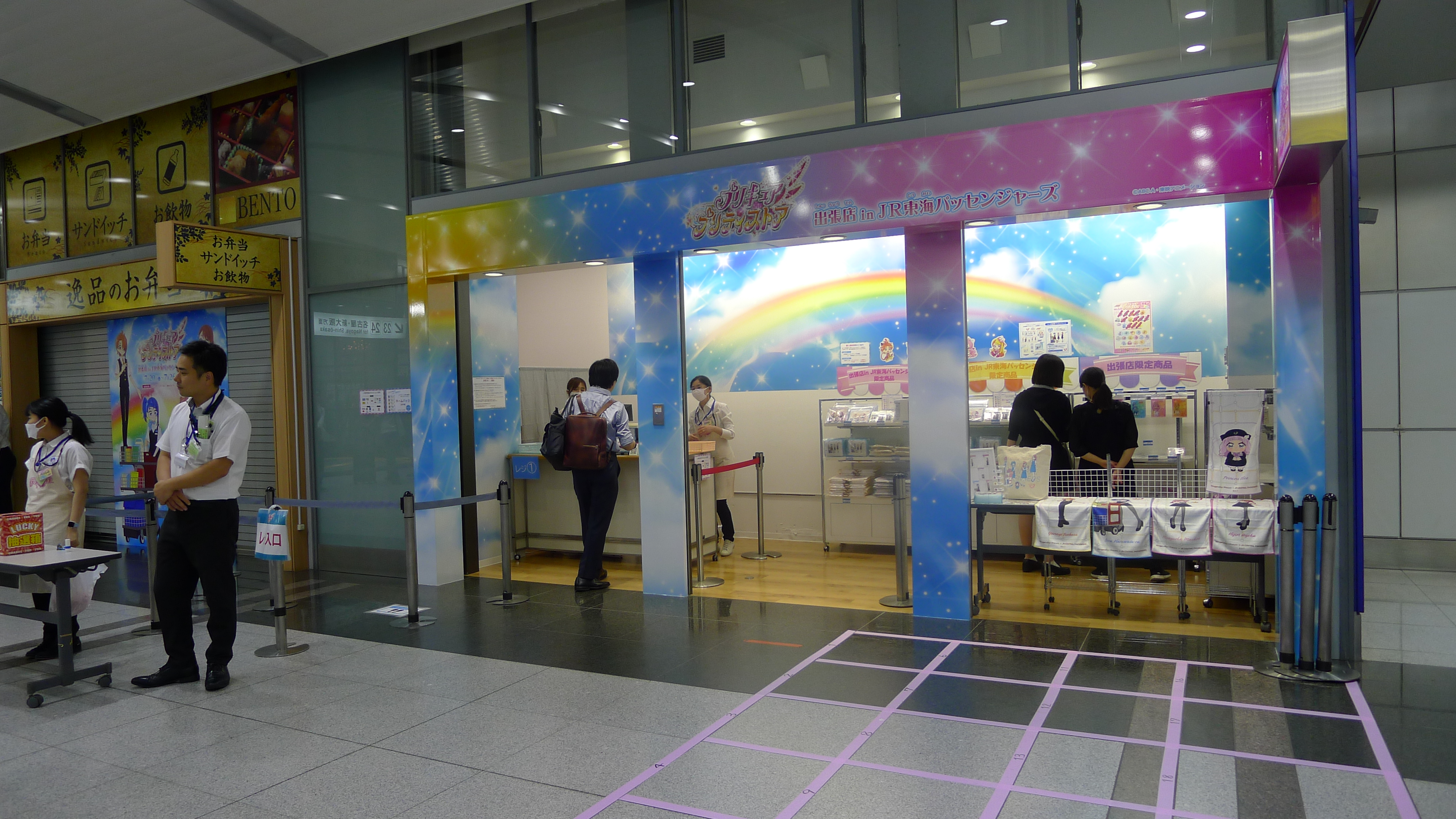
プリキュアプリティストア（品川駅）

- 2002年（平成14年）10月1日 - 両社が合併し、株式会社ジェイアール東海パッセンジャーズに商号変更[12]。株式会社ジェイダイナー東海フーズは株式会社ジェイアール東海デリシャスフーズに商号変更。
- 2003年（平成15年）
  - 5月 - 新幹線高付加価値荷物輸送を開始。
  - 10月 - 山陽新幹線内での営業がジェイアール西日本フードサービスネットへ変更。これに伴い福岡市などの事業所を廃止[12]。
- 2005年（平成17年）3月 - 『愛・地球博』記念弁当「日本の味博覧」発売[13]。
- 2006年（平成18年）
  - 7月 - 株式会社ジェイアール東海デリシャスフーズを吸収合併、ジェイアール東海パッセンジャーズ東京工場となる。
  - 12月 - スターバックス コーヒー ジャパンとライセンス契約を締結。「静岡駅 新幹線ラチ内店」オープン。
- 2007年（平成19年）
  - 3月 - 名古屋新工場稼働開始。
  - 7月 - N700系「のぞみ」で営業開始。
- 2009年（平成21年）3月14日 - 寝台特急列車「富士・はやぶさ」廃止に伴い、車内販売の営業を終了。
- 2011年（平成23年）
  - 3月11日 - 特急「あさぎり」での車内販売を終了。
  - 3月14日 - リニア・鉄道館開館に伴い、館内供食施設「デリカステーション[14]」の営業を担当。
- 2012年（平成24年）
  - 3月17日 - 東海道新幹線「こだま」での車内販売を終了。
  - 4月 - 大阪地区工場再編、摂津・淀川2工場が大阪工場へ。
  - 7月 - 子会社である株式会社トーインを吸収合併[15]。
- 2013年（平成25年）3月16日 - JR東海エリアでの在来線特急列車の車内販売を終了。
- 2014年（平成26年）4月1日 - 「東海道新幹線50周年記念弁当」発売（同年12月24日販売終了）。
- 2015年（平成27年）
  - 3月14日 - 東海道・山陽新幹線の車内販売において、交通系電子マネーの決済サービスを開始[16]。
  - 3月26日 - 外国人旅行客の増加を受けて、弁当パッケージに英語表記記載等のリニューアルを実施[17]。
- 2016年（平成28年）3月26日 - グリーン車における車内改札を一部省略[18]。
- 2020年（令和2年）6月17日 - ネット通販「JRCPオンラインショップ」開設[19]
- 2022年（令和4年）10月1日 - 自社ブランドの駅弁「車窓食堂」を販売開始[20]。
- 2023年（令和5年）
  - 3月8日 - 『ちいかわ』とコラボした駅弁を限定販売[21]。
  - 7月20～26日 - 『ひろがるスカイ!プリキュア』とコラボレーションしたプリキュア プリティストアが東海道新幹線品川駅構内に開設。パーサーの制服を着用したプリキュアたちの描き下ろしイラストを用いたオリジナルグッズを限定販売[22]。
  - 10月1日 - 東海キヨスクに吸収合併され解散[23]。「株式会社JR東海リテイリング・プラス」となる[24]。

## 事業所

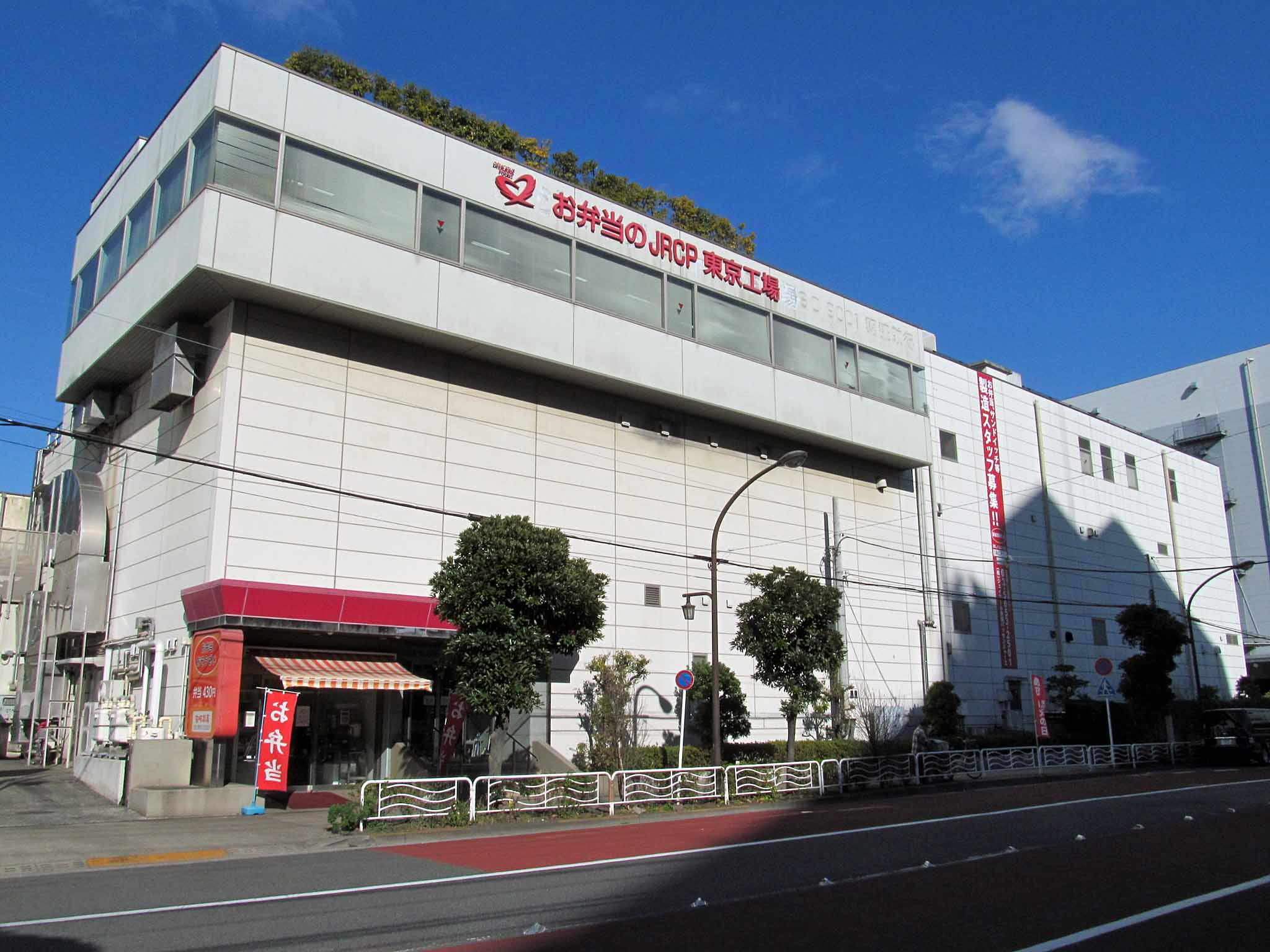
東京工場

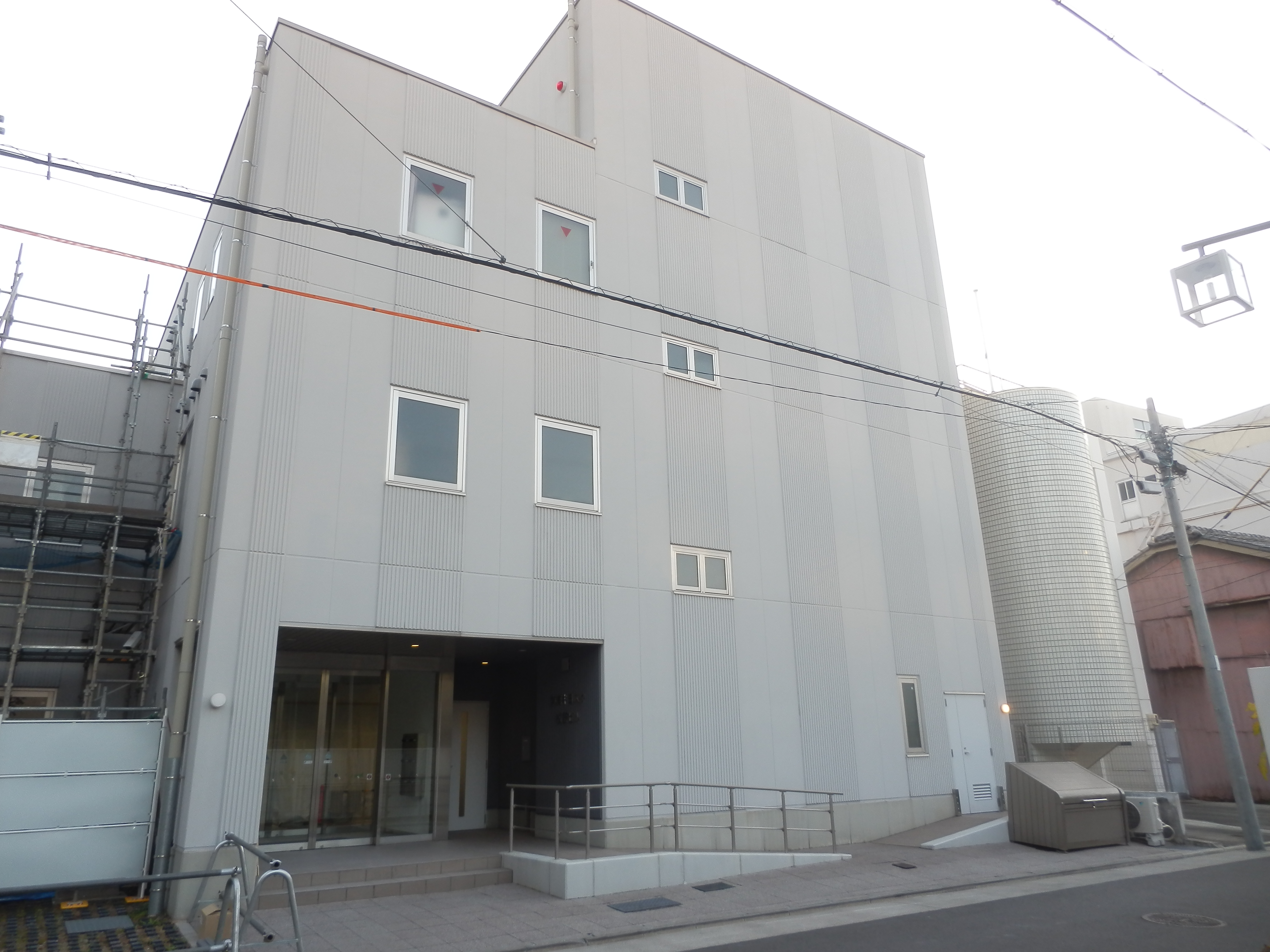
名古屋支店が入居する東海キヨスク牧野ビル

- 本社 - 東京都中央区日本橋三丁目1番17号（日本橋ヒロセビル）

支店・営業所
- 東京支店 - 東京都千代田区丸の内一丁目9番1号（JR東京駅構内）
  - 品川営業所
  - 横浜営業所
- 名古屋支店 - 愛知県名古屋市中村区太閤一丁目3番16号（東海キヨスク牧野ビル1階）
  - 静岡営業所
  - 浜松営業所
- 大阪支店 - 大阪府大阪市淀川区西中島五丁目16番1号（JR新大阪駅構内）
  - 京都営業所

列車営業支店
- 東京列車営業支店 - 東京都千代田区八重洲一丁目7番20号（八重洲口会館4階）
- 大阪列車営業支店 - 大阪府大阪市淀川区西中島五丁目16番1号（JR新大阪駅構内）

工場
- 東京工場 - 東京都江東区枝川三丁目10番8号
- 名古屋工場 - 愛知県名古屋市港区正徳町二丁目57番2号
- 大阪工場 - 大阪府摂津市南別府町9番6号

## 労働組合
- ジェイアール東海パッセンジャーズ労働組合（JR東海グループ労働組合連合会）

## 関連書籍
- 徳渕真利子『新幹線ガール』メディアファクトリー、2007年。ISBN 978-4-8401-1782-1。

新幹線に乗務する現役の著者が「パーサー」という仕事を明かした本。著者は2006年（平成18年）8月に朝日新聞の「天声人語」で紹介された。

## 関連テレビドラマ
- TBS系列・新幹線物語シリーズ
  - 『新幹線物語'93夏』
  - 『新幹線'97恋物語』
    - 上記2番組は当社の前身「パッセンジャーズ・サービス（SPS）」東京クルーセンター所属パーサークルーとJR東海新幹線鉄道事業本部・東京車掌所所属車掌の成長を描いた物語である。どちらも300系が「のぞみ」の運用で大半を占めていた時にロケーション撮影および放送された。
- 日本テレビ系列
  - 『新幹線ガール』
    - ほぼフィクション物語であるTBS系列『新幹線物語シリーズ』とは違い、同社東京列車営業支店に所属していた徳渕の実体験などが描かれた上記の同名小説がドラマ化されたものであり、乗客やJR東海の車掌はあまり描かれていない。

## 出身著名人
- 宇都宮照信 - 鉄道写真家。旧日本食堂時代から2003年の博多事業所閉鎖まで在職。
- 木村裕子 - 鉄道アイドルから2021年に「解毒案内人」の肩書での心理関連の活動に移行。2003年から2005年まで名古屋支店に在職。
- 上床美智子 - 女優。2004年から2009年まで東京列車営業支店に新幹線パーサーとして在職。
- 古谷あつみ - タレント。専門学校卒業後、2年間大阪列車営業支店に新幹線パーサーとして在職。
- 寺本つるぎ[25] -アイドル。四年制大学卒業後、大手私鉄で車掌を経て2年間、名古屋支店に在職。